# Уингроу, Билли

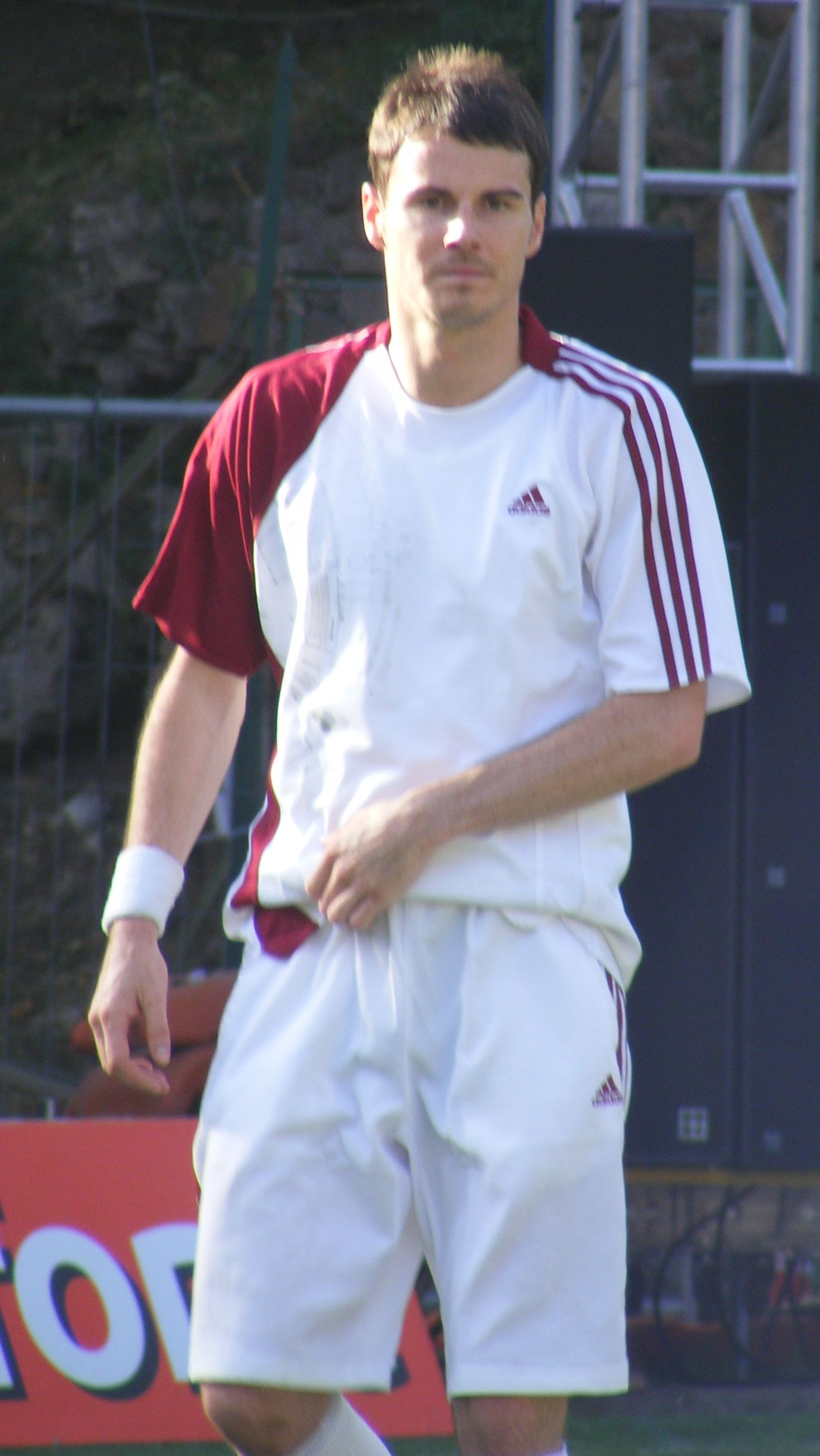
Билли Уингроу в 2009 году

Билли Уингроу (англ. Billy Wingrove; родился 17 декабря 1982 в Лондоне) — английский футбольный фристайлер.

## Биография
Отец Билли, Алан Уингроу, был футболистом, играл за сборную Англии среди школьников, немного поиграл за «Тоттенхэм Хотспур» и «Арсенал». Кузен Билли, Грег Линкольн, является воспитанником «Арсенала», выступал за молодёжную сборную Англии (до 20 лет) и различные клубы низших английских лиг. Сам Билли в 11 лет занимался в футбольной школе «Тоттенхэма», но команде не подошёл из-за небольшого роста, после чего играл за любительские команды и полупрофессиональные клубы «Энфилд» и «Уэйр». Некоторое время работал тренером в футбольных школах «Тоттенхэма», «Арсенала» и других команд.
Уингроу с детства занимается футбольным фристайлом. В 2002 году он дошёл до полуфинала турнира по фристайлу Nike Freestyle Competition в Лондоне, в котором приняли участие 30 тысяч человек. В декабре 2003 года Уингроу был приглашён в «Тоттенхэм», где он устраивает показательные выступления в дни футбольных матчей, а также занимается фристайлом с молодёжью, тем самым повышая техническое мастерство будущих футболистов.
Уингроу регулярно демонстрирует своё мастерство во время различных футбольных матчей и мероприятий, в частности развлекал публику в день финала чемпионата мира 2006 года в Германии. Также Билли снимается в рекламе со звёздами футбола, участвует в телепередачах, выпустил DVD с видеоуроками футбольного фристайла.
Имеет блог в Instagram, на который подписано более 600 000 человек. Также у его семьи есть канал в Youtube со значительным числом подписчиков.